# Venezuela hadereje
Venezuela hadereje négy haderőnemből áll: szárazföldi erők, légierő, haditengerészet, nemzeti gárda.

## Fegyveres erők összlétszáma
Aktív állomány: 82 300 fő
Szolgálati idő: 30 hónap
Tartalékos: 8000 fő

## Szárazföldi erők
Létszám
34 000 fő
Állomány
- 1 páncélosdandár
- 1 könnyűpáncélos-dandár
- 7 gyalogosdandár
- 1 légideszant-dandár
- 2 "Ranger" dandár
- 1 mozgékony gerillaelhárító dandár
- 1 repülőezred

Tartalék állomány
- 6 gyalogoszászlóalj
- 1 páncéloszászlóalj
- 1 tüzérosztály

Felszerelés
- 81 db harckocsi (AMX-30)
- 185 db közepes harckocsi
- 30 db felderítő harcjármű
- 285 db páncélozott szállító jármű
- 90 db tüzérségi löveg: vontatásos 80 db, önjáró 10 db
- 12 db repülőgép
- 7 db harci helikopter

## Légierő
Létszám
7000 fő
Állomány
- 6 közvetlen támogató és vadászszázad
- 1 felderítőszázad
- 1 szállítószázad
- 1 helikopteres század
- elnöki szállító részleg

Felszerelés
- 125 db harci repülőgép (F–5 Tiger II, Mirage 50, F–16 Fighting Falcon, EMB-312, 24 darab Szu–30MK2, 2005-2008 közötti szállítással)
- 15 db felderítő gép (OV–10A)
- 29 szállító repülőgép
- 31 harci helikopter

## Haditengerészet
Létszám
18 300 fő
Hadihajók
- 2 db tengeralattjáró
- 6 db fregatt
- 6 db partvédelmi hajó
- 10 db vegyes feladatú hajó

Haditengerészeti légierő
- 3 db harci repülőgép
- 9 db harci helikopter

Tengerészgyalogság
- 3 dandár

2015-ben állították hadrendbe a kínai gyártású VN–1 páncélozott csapatszállító harcjárművet. Az elsőnek leszállított 11 gumikerekes járműveket az 1. zászlóalj kapta meg.
Parti őrség
- 18 db kis hajó

## Nemzeti Gárda
Létszám
23 000 fő
Állomány
- 8 ezred

Felszerelés
- 50 db harcjármű
- 20 db repülőgép
- 26 db helikopter